# Silencio sublime
Silencio sublime es una película dramática mexicana de 1935 dirigida por Ramón Peón. Está protagonizada por Alfredo del Diestro, Leopoldo "Chato" Ortín y Adria Delhort.
La película fue producida por La Mexicana y Elaboradora de Películas.

## Argumento
Un hombre pobre es encarcelado, pero logra huir justo el día de la boda de su hija.

## Reparto
- Alfredo del Diestro como Antonio Rodríguez.
- Leopoldo "Chato" Ortín como Tomás García (como Polo Ortín).
- Adria Delhort como Dolores.
- Aurora del Real como Lupita.
- Emma Roldán como Teresa.
- René Cardona como Ricardo.
- Estela Ametler como Doña Leonor.
- Carlos López como El Pescado.
- Miguel Arenas como Don Guillermo.
- Fanny Schiller como Modista.
- Manuel Noriega como Manuel, cantinero.
- Estela Alicia Epstein como Lupita niña.
- Gerardo del Castillo como José López El Seco.
- José Escanero como Agente de policía.
- José Ignacio Rocha como Agente de policía, preso.
- Carlos L. Cabello como Preso.
- Chel López como Preso.
- Felipe de Flores como Invitado a la boda.
- Fausto Álvarez como Preso cantante.